# Trauchbach
Der Trauchbach ist ein kleiner Gebirgsbach der Gutensteiner Alpen im Gemeindegebiet von Schwarzau im Gebirge in der Region Semmering–Rax in Niederösterreich.

## Lauf und Landschaft
Der Trauchbach entspringt 
am Bärenköpfl (ca. 1422 m ü. A.), dem Punkt, an dem der Rücken der Mistelbacher Höhe vom Hauptgrat des Göller-Gippel-Zuges zum Obersberg hin abzweigt. Er rinnt dann nordostwärts durch das Schneelahntal und erreicht nach etwa 4 Kilometern die Ortschaft Trauch, einen abgelegenen Ortsteil von Schwarzau. Hier mündet von links der Muschelgraben aus dem Wassertal vom Geißrücken (Mitteriegel 982 m ü. A., Schwaigerkogel 943 m ü. A.) her. Nach Trauch verengt sich das Tal, es mündet von links der Stuppachergraben vom Trauchberg (Gipfel 939 m ü. A.). Nach weiteren 3 Kilometern mündet der Bach im Tiefental, an der Schwarzauer Gemeindegrenze zu Rohr im Gebirge, von rechts in die oberste Schwarza.
Es ist von alters her auch üblich, zum Trauchbach noch die Schlucht des Tiefentals etwa 2 weitere Kilometer bis Gschaiderwirt zu rechnen, 
oder diesen Abschnitt Tiefentalerbach zu nennen.